# Evan Handler
Evan Handler (New York, 10 gennaio 1961) è un attore statunitense.

## Biografia
Nato a New York da una famiglia ebraica, Evan ha recitato in moltissimi film, telefilm e sitcom americane, come Six Feet Under, Law & Order, West Wing - Tutti gli uomini del Presidente, Sex and the City. Ha partecipato anche ad alcune puntate di Friends e 24. Handler è anche scrittore: il suo primo libro si intitola Time On Fire: My Comedy of Terrors, e racconta del suo ricovero in ospedale, dopo essersi ammalato di leucemia quando non aveva ancora trenta anni.
Nel 2006 è apparso nel ruolo di Dave nel serial TV Lost, e dal 2007 al 2014 ha fatto parte del cast del telefilm Californication nel ruolo di Charlie Runkle.
Dal 2003 è sposato con Elisa Atti, bolognese (precisamente di Molinella), da cui ha avuto una figlia, Sofia Clementina, nata nel 2007.

## Filmografia

### Cinema
- Gli eletti (The Chosen), regia di Jeremy Kagan (1981)
- Taps - Squilli di rivolta (Taps), regia di Harold Becker (1981)
- Dear Mr. Wonderful, regia di Peter Lilienthal (1982)
- War and Love, regia di Moshé Mizrahi (1985)
- Sweet Lorraine, regia di Steve Gomer (1987)
- Assassini nati - Natural Born Killers (Natural Born Killers), regia di Oliver Stone (1994)
- Ransom - Il riscatto (Ransom), regia di Ron Howard (1996)
- Harvest, regia di Stuart Burkin (1998)
- Sex and the City (Sex and the City: The Movie), regia di Michael Patrick King (2008)
- Sex and the City 2 (Sex and the City 2), regia di Michael Patrick King (2010)
- Questioni di famiglia (The Family Tree), regia di Vivi Friedman (2011)
- Should've Been Romeo, regia di Marc Bennett (2012)
- L'arte della truffa (Lying and Stealing), regia di Matt Aselton (2019)

### Televisione
- Miami Vice - serie TV, episodio 1x12 (1985)
- Invisible Thread, regia di Bob Balaban - film TV (1987)
- Sibs - serie TV, episodi 1x01-1x04-1x15 (1991-1992)
- Woops! - serie TV, 11 episodi (1992)
- Frogmen, regia di Robert Singer (1994)
- It's Like, You Know... - serie TV, 25 episodi (1999-2001)
- New York Undercover - serie TV, episodio 4x13 (1999)
- The Three Stooges, regia di James Frawley (2000)
- Law & Order - I due volti della giustizia (Law & Order) - serie TV, 1 episodio (2000)
- West Wing - Tutti gli uomini del Presidente (West Wing) - serie TV, episodi 3x02-3x03-3x04 (2001)
- Ed - serie TV, episodio 2x04 (2001)
- Sex and the City - serie TV, 18 episodi (2002-2004)
- The Guardian - serie TV, episodi 1x21-1x22-2x03 (2002)
- John Doe - serie TV, episodio 1x06 (2002)
- Friends - serie TV, episodio 9x11 (2003)
- Six Feet Under - serie TV, episodio 3x04 (2003)
- Senza traccia (Without a Trace) - serie TV, 1 episodio (2004)
- Jack & Bobby - serie TV, episodi 1x06-1x08 (2004)
- Joan of Arcadia - serie TV, episodi 2x07-2x09 (2004)
- 24 - serie TV, episodio 4x18 (2005)
- Hot Properties - serie TV, 13 episodi (2005)
- CSI: Miami - serie TV, episodio 4x14 (2006)
- Lost - serie TV, episodio 2x18 (2006)
- Studio 60 on the Sunset Strip - serie TV, 4 episodi (2006)
- Californication - serie TV, 64 episodi (2007-2014)
- Shark - Giustizia a tutti i costi (Shark) - serie TV, episodio 1x18 (2007)
- Too Big to Fail - Il crollo dei giganti (Too Big to Fail), regia di Curtis Hanson - film TV (2011)
- Terapia d'urto (Necessary Roughness) - serie TV, 5 episodi (2010-2011)
- American Crime Story - serie TV, 4 episodi (2016)
- The Good Fight - serie TV, episodio 2x06 (2018)
- Fosse/Verdon – miniserie TV, 2 puntate (2019)
- Power – serie TV, 15 episodi (2019-2020)
- And Just Like That... – serie TV, 30 episodi (2021-2025)

## Doppiatori italiani
Nelle versioni in italiano delle opere in cui ha recitato, Evan Handler è stato doppiato da:
- Stefano Mondini in Sex and the City, Sex and the City (film), Sex and the City 2, And Just Like That...
- Franco Mannella in Californication, Power
- Angelo Nicotra in Friends
- Diego Reggente in Six Feet Under
- Eugenio Marinelli in Senza Traccia
- Enrico Di Troia in 24
- Oliviero Dinelli in CSI: Miami
- Donato Sbodio ne L'arte della truffa
- Francesco Bulckaen in Law & Order - I due volti della giustizia
- Gaetano Varcasia in West Wing - Tutti gli uomini del Presidente
- Mino Caprio in Too Big To Fail - Il crollo dei giganti
- Massimo De Ambrosis in Lost
- Pasquale Anselmo in Fosse/Verdon
- Roberto Gammino in Terapia d'urto
- Sandro Acerbo in Taps - Squilli di rivolta
- Luigi Ferraro in American Crime Story
- Gianni Bersanetti in Miami Vice